# St. John’s Cathedral (Fresno)
Die St. John’s Cathedral in Fresno im Fresno County in Kalifornien, Vereinigte Staaten, ist die Kathedrale des römisch-katholischen Bistums Fresno. Sie trägt das Patrozinium des heiligen Johannes des Täufers und ist heute die älteste katholische Kirche der Stadt.

## Geschichte
Im Jahr 1878 begannen die katholischen Siedler in Fresno, Spenden für den Bau einer eigenen Kirche zu sammeln. Die Central Pacific Railroad übertrug aus diesem Anlass zwei Grundstücke, woraufhin der Bischof von Monterey-Los Angeles, Francisco Mora y Borrell, zwei hieran angrenzende Grundstücke erwarb. Somit konnte zu Beginn des Jahres 1880 mit dem Vorgängerbau des heutigen Kirchengebäudes begonnen werden. Das Backsteingebäude mit einem 27 Meter hohen Turm wurde im November desselben Jahres fertiggestellt und am 21. Mai 1882 von Bischof Mora Johannes dem Täufer geweiht. Zu Beginn zählte die Gemeinde fünf katholische Familien.
Mit der wachsenden Anzahl Gläubiger im Gebiet der Gemeinde wurde zu Beginn des neuen Jahrhunderts der Bau einer größeren Kirche notwendig. So wurde im Jahr 1902 nach den Ostergottesdiensten das alte Gebäude abgerissen, um an derselben Stelle die neue Kirche zu errichten. Der Pastor bestand jedoch darauf, den Neubau an der Mariposa Street, damals noch außerhalb der Stadt gelegen, anzusiedeln, und setzte sich letztlich durch. Die Bauarbeiten begannen am 3. August 1902; der Koadjutorerzbischof von San Francisco, George Thomas Montgomery, weihte die Kirche am 7. Juni 1903.
Als im Jahr 1922 durch Teilung des Bistums Monterey-Los Angeles das Bistum Monterey-Fresno gebildet wurde, wurde St. John’s zur Kathedrale der neuen Diözese bestimmt. 1967 teilte der Papst das Bistum erneut, sodass die Diözese Fresno entstand, deren Bischofskirche seitdem die St. John’s Cathedral ist.

## Gebäude
Die Kirche wurde von Thomas Bermingham in gotischem Stil entworfen und mit roten Backsteinen erbaut. Die Fassade umfasst drei Portale. Anders als der erste Bau zählt die heutige Kathedrale zwei Türme; beide haben eine Spitze. Oberhalb des Eingangs befindet sich eine Fensterrose.